# Jutmardi, Devadurga
Jutmardi là một làng thuộc tehsil Devadurga, huyện Raichur, bang Karnataka, Ấn Độ.